# 尤赫夫·薩布里·梅德爾
尤赫夫·薩布里·梅德爾（阿拉伯语：يوسف صبري ميدل，1996年7月5日—），阿爾及利亞男子羽球運動員，兩屆非洲羽毛球錦標賽男雙冠軍（2017年、2019年）。

## 簡歷
2014年，尤赫夫·薩布里·梅德爾在非洲青年運動會羽球比賽獲得男子單打銅牌和男子雙打銀牌。2017年4月，他在非洲羽毛球錦標賽與科塞拉·馬邁里合作奪得男雙冠。隔年，兩人於同項賽事獲得男雙亞軍，另代表阿爾及利亞在非洲羽毛球團體錦標賽獲得男子團體冠軍。2019年，他們重奪非洲錦標賽男雙冠軍。

## 主要比賽成績
只列出曾進入準決賽的國際賽事成績：
| 年份   | 賽事                         | 公開賽級別 | 項目     | 搭檔          | 成績   |
| ------ | ---------------------------- | ---------- | -------- | ------------- | ------ |
| 2016年 | 非洲羽毛球團體錦標賽         | 其他       | 男子團體 | －            | 季軍   |
| 2017年 | 非洲羽毛球錦標賽             | 其他       | 男子雙打 | 科塞拉·馬邁里 | 冠軍   |
| 2018年 | 非洲羽球團體錦標賽           | 其他       | 男子團體 | －            | 冠軍   |
| 2018年 | 非洲羽毛球錦標賽             | 其他       | 男子雙打 | 科塞拉·馬邁里 | 亞軍   |
| 2019年 | 肯亞羽球國際賽               | 未來系列賽 | 男子雙打 | 科塞拉·馬邁里 | 冠軍   |
| 2019年 | 全非羽毛球錦標賽             | 其他       | 男子雙打 | 科塞拉·馬邁里 | 冠軍   |
| 2019年 | 埃及羽毛球國際賽             | 國際系列賽 | 男子雙打 | 科塞拉·馬邁里 | 冠軍   |
| 2019年 | 阿爾及利亞羽毛球國際賽       | 國際系列賽 | 男子雙打 | 科塞拉·馬邁里 | 冠軍   |
| 2019年 | 尚比亞羽球國際賽             | 未來系列賽 | 男子單打 | －            | 亞軍   |
| 2019年 | 尚比亞羽球國際賽             | 未來系列賽 | 男子雙打 | 科塞拉·馬邁里 | 亞軍   |
| 2019年 | 南非羽毛球國際賽             | 未來系列賽 | 男子雙打 | 科塞拉·馬邁里 | 冠軍   |
| 2020年 | 全非洲羽毛球男女子團體錦標賽 | 其他       | 男子團體 | －            | 冠軍   |
| 2020年 | 全非羽毛球錦標賽             | 其他       | 男子雙打 | 科塞拉·馬邁里 | 冠軍   |
| 2021年 | 秘魯羽毛球國際賽             | 國際系列賽 | 男子雙打 | 科塞拉·马迈里 | 冠軍   |
| 2021年 | 全非羽毛球錦標賽             | 其他       | 混合團體 | －            | 亞軍   |
| 2021年 | 全非羽毛球錦標賽             | 其他       | 男子雙打 | 科塞拉·马迈里 | 冠軍   |
| 2022年 | 全非洲羽毛球男女子團體錦標賽 | 其他       | 男子團體 | －            | 冠軍   |
| 2022年 | 全非羽毛球錦標賽             | 其他       | 男子雙打 | 科塞拉·马迈里 | 冠軍   |
| 2022年 | 烏干達羽毛球國際賽           | 國際挑戰賽 | 男子雙打 | 科塞拉·马迈里 | 準決賽 |
| 2023年 | 全非羽毛球錦標賽             | 其他       | 混合團體 | －            | 季軍   |
| 2023年 | 全非羽毛球錦標賽             | 其他       | 男子雙打 | 科塞拉·马迈里 | 季軍   |
| 2023年 | 巴西羽毛球國際系列賽         | 國際系列賽 | 男子雙打 | 科塞拉·马迈里 | 冠軍   |
| 2023年 | 喀麥隆羽毛球國際賽           | 國際系列賽 | 男子雙打 | 科塞拉·马迈里 | 亞軍   |
| 2023年 | 拉各斯羽毛球國際經典賽       | 國際挑戰賽 | 男子雙打 | 科塞拉·马迈里 | 亞軍   |
| 2023年 | 埃及羽毛球國際賽             | 國際系列賽 | 男子雙打 | 科塞拉·马迈里 | 準決賽 |
| 2023年 | 阿爾及利亞羽毛球國際賽       | 國際系列賽 | 男子雙打 | 科塞拉·马迈里 | 冠軍   |
| 2023年 | 危地馬拉羽毛球國際系列賽     | 國際系列賽 | 男子雙打 | 科塞拉·马迈里 | 亞軍   |
| 2023年 | 贊比亞羽毛球國際賽           | 國際系列賽 | 男子雙打 | 科塞拉·马迈里 | 冠軍   |
| 2024年 | 全非洲羽毛球男女子團體錦標賽 | 其他       | 男子團體 | －            | 冠軍   |
| 2024年 | 全非羽毛球錦標賽             | 其他       | 男子雙打 | 科塞拉·马迈里 | 冠軍   |
| 2024年 | 非洲運動會羽毛球比賽         | 其他       | 男子雙打 | 科塞拉·马迈里 | 金牌   |
| 2024年 | 埃及羽毛球國際賽             | 國際系列賽 | 男子雙打 | 科塞拉·马迈里 | 亞軍   |
| 2024年 | 阿爾及利亞羽毛球國際賽       | 國際系列賽 | 男子雙打 | 科塞拉·马迈里 | 冠軍   |
| 2025年 | 全非洲羽毛球混合團體錦標賽   | 其他       | 混合團體 | －            | 冠軍   |
| 2025年 | 全非羽毛球錦標賽             | 其他       | 男子雙打 | 科塞拉·马迈里 | 冠軍   |

| 2007-2017年 | 首要超級賽 | 超級賽 | 黃金大獎賽 | 大獎賽 | 國際挑戰賽 | 國際系列賽 | 未來系列賽 | 其他 |

| 2018-2026年 | 總決賽 | 超級1000賽 | 超級750賽 | 超級500賽 | 超級300賽 | 超級100賽 | 國際挑戰賽 | 國際系列賽 | 未來系列賽 | 其他 |

### 奧運會和世錦賽參賽紀錄
|          | 搭檔          | 2021 |
| -------- | ------------- | ---- |
| 男子雙打 | 科塞拉·马迈里 | 48強 |